# St. Ägidius (Brunn)

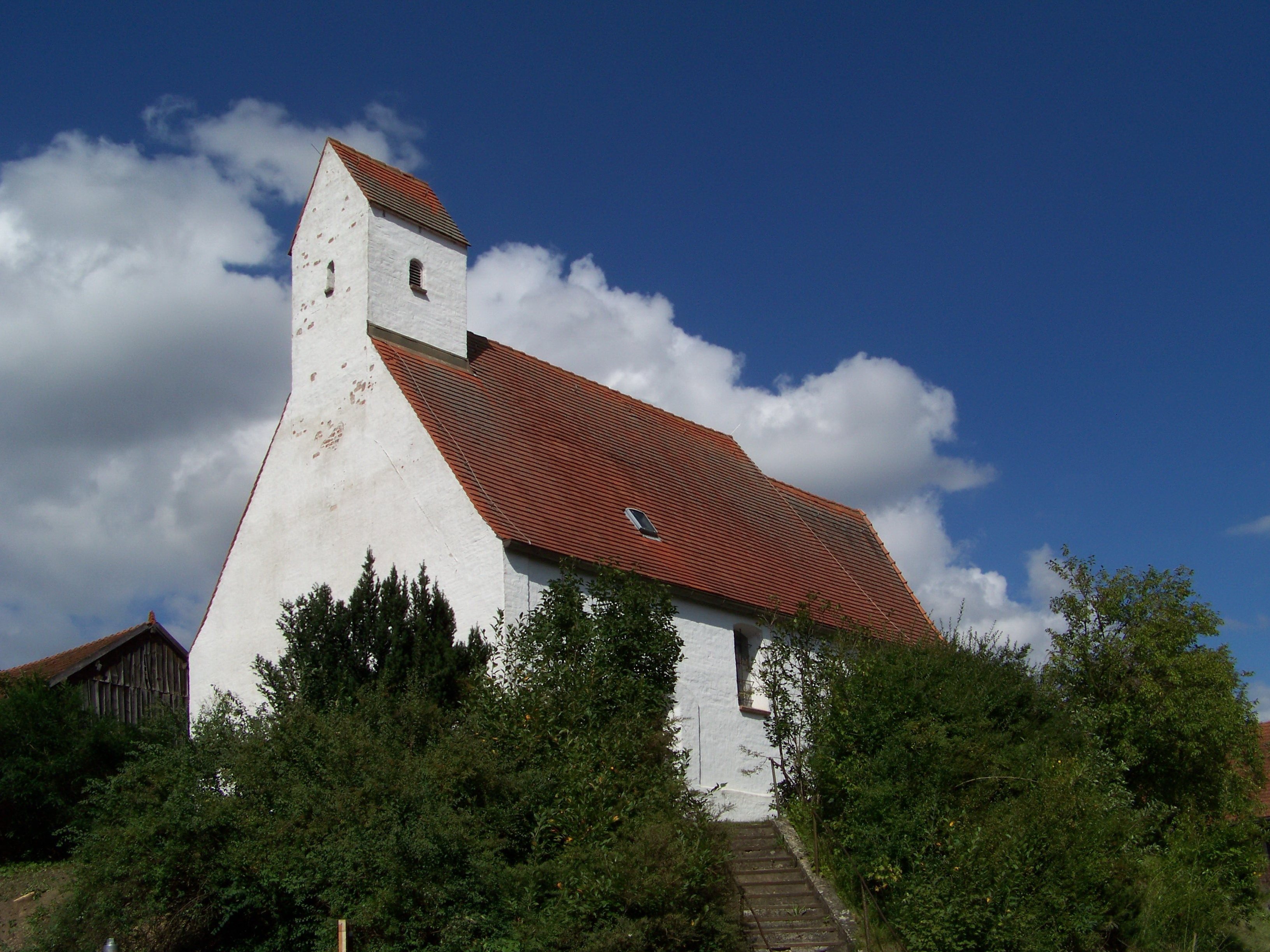
St. Ägidius in Brunn

Die römisch-katholische Filialkirche St. Ägidius steht in Brunn, einem Gemeindeteil von Dingolfing im Landkreis Dingolfing-Landau. Sie ist in der Liste der Baudenkmäler in Dingolfing unter der Nummer D-2-79-112-90 eingetragen. Die Kirche gehört zum Dekanat Dingolfing-Eggenfelden im Bistum Regensburg. Kirchenpatron ist der Hl. Ägidius, einer der Vierzehn Nothelfer. 

## Beschreibung
Die gotische Saalkirche wurde im 14. Jahrhundert auf einem Hügel über den Grundmauern eines Wachturms erbaut. Sie besteht aus dem Langhaus, dem eingezogenen, dreiseitig geschlossenen Chor im Osten und dem Dachturm mit Satteldach im Westen des Langhauses, in dem der Glockenstuhl steht.
Das Langhaus ist mit einer Flachdecke überspannt, der Chor mit einem auf Konsolen aufsitzenden Kreuzrippengewölbe. Die Kirchenausstattung wurde in die Stadtpfarrkirche übergeführt. Im Retabel des barocken Hochaltars befindet sich deshalb nur eine Kopie des heiligen Ägidius. 